# Jeanerette
Jeanerette é uma cidade localizada no estado americano de Luisiana, na Paróquia de Iberia.

## Demografia
Segundo o censo americano de 2000, a sua população era de 5997 habitantes.
Em 2006, foi estimada uma população de 6036, um aumento de 39 (0.7%).

## Geografia
De acordo com o United States Census Bureau tem uma área de
5,7 km², dos quais 5,7 km² cobertos por terra e 0,0 km² cobertos por água. Jeanerette localiza-se a aproximadamente 5 m acima do nível do mar.

## Localidades na vizinhança
O diagrama seguinte representa as localidades num raio de 20 km ao redor de Jeanerette.